# تشو شوان
تشو شوان (بالصينية: 周璇) هي مغنية وممثلة صينية، ولدت في 1 أغسطس 1918 بتشانغتشو في الصين، وتوفيت في 22 سبتمبر 1957 بشانغهاي في الصين.

## وصلات خارجية
- تشو شوان على موقع IMDb (الإنجليزية)
- تشو شوان على موقع ميوزك برينز (الإنجليزية)
- تشو شوان على موقع ديسكوغز (الإنجليزية)
- تشو شوان على موقع قاعدة بيانات الفيلم (الإنجليزية)